# 常磐上湯長谷町
常磐上湯長谷町（じょうばん かみゆながやまち）は、福島県いわき市にある大字である。郵便番号は972-8322。

## 地理
いわき市中央部の常磐地区に属する。北で内郷白水町、北東で常磐湯本町、常磐松が台、東で常磐関船町、南で常磐下湯長谷町、桜ケ丘、常磐白鳥町、西で常磐藤原町とそれぞれ隣接する。概ね町村制施行以前の磐前郡上湯長谷村の流れを汲む地域である。二級水系藤原川と支流の湯本川上流域、中流域右岸と、湯長谷川上流域を主な範囲とする。東側の川沿いの低地や周辺の丘陵地は大規模な住宅地として開発され、複数の団地が造成されている。西側は湯ノ岳へ続く山林が広がり、湯本川沿いに水田と集落が広がる。常磐関船町内に所在するいわき中央警察署常磐分庁舎及び常磐消防署がそれぞれ管轄にあたる。

### 主な字
字
複数の字を持つが、地名の表記に「字」の文字は使用されない。
- 辰ノ口
- 嶽道
- 力石
- 森
- 梅ケ平

- 長倉
- 湯台堂
- 上ノ台
- 釜ノ前
- 山ノ神前

- 堀ノ内
- 五反田
- 仮又作
- 扇田
- 越巻

### 河川
- 湯本川（二級水系藤原川水系）
- 湯長谷川（二級水系藤原川水系）

## 歴史
- 1879年1月27日 - 湯長谷藩領上湯長谷村が福島県内における郡区町村制の施行により磐前郡の村となる[4]。
- 1889年4月1日 - 町村制の施行により上湯長谷村が長孫村、馬玉村、岩ヶ岡村、西郷村、下湯長谷村、下船尾村、関船村、水野谷村、藤原村、白鳥村と合併し、磐前郡磐崎村が成立する。旧上湯長谷村域は磐崎村の大字となる[4]。
- 1896年4月1日 - 磐前郡と周辺郡との合併により石城郡が発足し、石城郡磐崎村となる[4]。
- 1954年3月31日 - 磐崎村が湯本町と合併し常磐市が成立し、常磐市の大字となる[4]。
- 1966年10月1日 - 常磐市が平市・勿来市・内郷市・磐城市、石城郡小川町・遠野町・四倉町・川前村・田人村・好間村・三和村、双葉郡久之浜町・大久村と合併しいわき市となり、いわき市常磐地区の大字となる[4]。

## 世帯数と人口
2023年10月31日現在の世帯数と人口は以下の通りである。
| 大字           | 世帯数   | 人口   |
| -------------- | -------- | ------ |
| 常磐上湯長谷町 | 2986世帯 | 6913人 |

## 小・中学校の学区
市立小・中学校に通う場合、学区は以下の通りとなる。
| 番地                                                        | 小学校                   | 中学校                   |
| ----------------------------------------------------------- | ------------------------ | ------------------------ |
| 釜ノ前、山ノ神前                                            | いわき市立藤原小学校     | いわき市立磐崎中学校     |
| 扇田                                                        | いわき市立湯本第一小学校 | いわき市立磐崎中学校     |
| 堀ノ内、五反田の一部、越巻                                  | いわき市立湯本第一小学校 | いわき市立湯本第一中学校 |
| 湯台堂の一部、上ノ台、五反田の一部、仮又作                  | いわき市立長倉小学校     | いわき市立湯本第一中学校 |
| 辰ノ口、嶽道、力石、小野田、森、 梅ケ平、長倉、湯台堂の一部 | いわき市立長倉小学校     | いわき市立湯本第三中学校 |

## 交通

### 道路
- 常磐自動車道
  - 湯ノ岳パーキングエリア（下り線）
- 福島県道14号いわき石川線
- 一級市道上下湯長谷線
- 一級市道湯台堂高倉線
- 一級市道三函山ノ神線
- 一級市道傾城川平線
- 一級市道田場坂力石線

## 施設
- 福島県立いわき湯本高等学校
- 常磐病院
- いわきFCパーク
- 常磐炭鉱磐崎礦坑口跡
- 辰ノ口馬頭観音供養塔群